# Tanibili
Le tanibili (ou tanimbili ou nyisunggu) est une langue en voie de disparition, parlée par une quinzaine de locuteurs (SIL, 1999), dans le village de Nyisunggu, à Utupua, dans la province de Temotu.
Les locuteurs du tanibili utilisent aussi l’amba, ainsi que l'asubuo également moribond.

## Nom
La langue est localement désignée [taniᵐbili] (avec prénasalisation), nom transcrit Tanibili en orthographe locale.
Quant au nom [ɲisuᵑgu] (transcrit Ñisugu ou Nyisunggu), c'est le nom du village où le tanibili est parlé.

### Liens inxternes
- linguistique
  - liste de langues
    - langues par famille
      - langues austronésiennes
        - langues malayo-polynésiennes
          - langues malayo-polynésiennes centrales-orientales
            - langues malayo-polynésiennes orientales
              - langues océaniennes
                - langues temotu
                  - langues utupua-vanikoro

    - langues par zone géographique
      - langues aux Salomon